# Lamba
Lamba før 2011 Lambi (dansk: Lamhauge) er en bygd på den sydlige del af øen Eysturoy i Færøerne og ligger ved Fjorden Lambavík på en tange ud til Skálafjørður. Lamba er en del af Runavíkar kommuna. Husene i bygden følger vejen gennem en smal dal, som ender nede ved den lille bådehavn.

## Navneændring
Bygdens officielle navn var før 2011 Lambi, men det blev ændret af Staðarnavnanevndin (Stednavnenævnet) til Lamba, efter ønske fra folk i bygden, for de havde kaldt den Lamba i mange år. Samtidig fik fem andre færøske bygder også navneændring. Landsverk (Færøernes Vejdirektorat) gik i januar 2011 i gang med at skifte skiltene med disse bygder navne ud med det nye.
Lamba var en nýggjársbygd (nytårslandsby), som betyder, at det er en bygd, hvor det var skik at besøge og danse nytårsaften. Så kom folk fra nabobygderne på besøg. 
Der går en mærket naturskøn vardesti fra Lamba til Rituvík. Turen varer ca. 2 timer. 

## Historie
Lamba er en gammel jordbrugsbygd. Den er første gang nævnt i skriftlige kilder i Hundebrevet fra 1300-tallet.
Nede ved bygdens landingsplads er der en stor sten, hvor der ifølge sagnet bor Huldre|huldrefolk under den. huldrefolk er en slags trolde man ikke ønsker at forstyrre, de kendes også i de andre nordiske lande.
.
Norske Løve var navnet på en ostindiefarer, der forliste på Færøerne d. 31. december 1707. Skibet afgik fra København d. 4. december 1707 og ramtes af adskillige uheld og havarier, før det strandede ved Lambavik nytårsaften i 1707. Omkring 100 mand kom levende i land. Vraget blev begravet under et stenskred. Forliset er emnet for sange, kvad og sagn. Klokken blev bjerget og hænger i domkirken i Thorshavn sammen med en model af skibet. En anden model er ophængt i kirken i Eiði.
Lamba kaldtes Lamhauge på dansk. Færøernes lagmand mellem 1706 og 1752 Sámal Pætursson Lamhauge kom fra bygden og tog navn efter den. Han er (så vidt vides) ikke beslægtet med den nuværende Lamhauge-slægt, der også stammer fra Lamba. De første af denne slægt, der bar navnet Lamhauge, var Jacob Magnussen (f. 1811) og hans kone Anne Cathrine Samuelsdatters (f. 1823) 15 børn. Jacob var kongsbonde i Lamba, og valgte slægtsnavnet Lamhauge til sine børn som følge af navneloven fra 1828.